# Proceso y Martiniano
Proceso y Martiniano (en italiano: Processo e Martiniano) fueron dos mártires cristianos de Roma que probablemente vivieron en el siglo I, aunque las fechas exactas de sus muertes son desconocidas.

## Leyenda
Una tradición de dudosas reivindicaciones históricas dice que ambos santos eran soldados imperiales, probablemente inscritos en el ejército de Nerón, que fueron responsables de la custodia de los apóstoles Pedro y Pablo, encarcelado en la prisión de Mamertina antes de su martirio. Los dos guardianes, fascinados por las palabras y aturdidos por sus milagros, pidieron ser bautizados. Como en la prisión carecían del agua necesaria para el sacramento, el apóstol Pedro hizo la señal de la cruz en dirección de la Roca Tarpeya, y de ella salió agua en abundancia. Una vez bautizados, los dos carceleros le abrieron las puertas de la cárcel y se les invitó a Pedro y a Pablo a escapar.
Al escuchar la noticia de la conversión de sus carceleros, el juez Paulino ordenó el arresto de ambos y trató de disuadirlos con atroces e innumerables torturas: Proceso y Martiniano fueron sometidos a la contusión de boca, son azotados y atormentados con la pena del fuego y luego fueron expuestos a los escorpiones. Otras versiones cuentan que juez se quedó ciego, fue poseído por el demonio y murió luego de tres días. En este punto, fueron "golpeados con la espada", que es ser decapitado, según informa el Martirologio Romano, en la Vía Aurelia, probablemente, al mismo tiempo que el apóstol Pablo, quien también fue sometido a esta muerte.
Se dice que, después de su ejecución, una mujer llamada Lucina recogió los cuerpos, enterrándolos en su cementerio privado.

## Reliquias
El Martirologio Hieronymianum menciona los nombres de los dos santos el 2 de julio. El manuscrito de Berna también proporciona la ubicación de sus tumbas, en el hito II de la Vía Aurelia, o en las catacumbas de Santa Ágata, también en la Vía Aurelia. Los antiguos catálogos de sitios de entierro de los mártires romanos designan a las tumbas de los dos santos colocados en este camino. Otras fuentes dicen simplemente que los dos mártires fueron enterrados en el cementerio de Dámaso.

## Culto
En Roma, los dos mártires fueron venerados oficialmente desde el tercer o cuarto siglo. En sus tumbas, que se encuentra en el cementerio de Dámaso, se construyó una iglesia en el siglo IV. En el día de la festividad de ambos mártires, San Gregorio Magno predicó un sermón en el edificio. De este edificio, también mencionado por Beda, no queda rastro.
El Papa Pascual I (817 a 824) traslado las reliquias de los dos mártires en una capilla de la antigua Basílica de San Pedro. Sus cuerpos fueron trasladados más tarde al altar que lleva su nombre en el transepto derecho de la Basílica. Sus reliquias, mantenidas inicialmente en el cementerio lo largo de la Vía Aurelia, después de varios movimientos, fueron enterrados en 1605 en una urna de pórfido bajo el altar de San Pedro, flanqueado por dos columnas.
El día de su festividad es el 2 de julio, cuando sus cuerpos fueron colocados en el cementerio de Dámaso. La festividad se retiró del calendario de los santos en 1969 y se mantuvo vigente en el rito romano; sin embargo ambos santos continúan siendo mencionado en el Martirologio Romano, la lista oficial de los santos reconocidos por la Iglesia católica.

## Bibliográfica
- Giorgi, Rosa (2005). Santi. Milán: Mondadori. ISBN 88-370-3793-7.
- Cattabiani, Alfredo (2004). Santi d'Italia. Volume secondo. Milán: BUR. ISBN 88-17-00335-2.